# ハノイ投毒事件

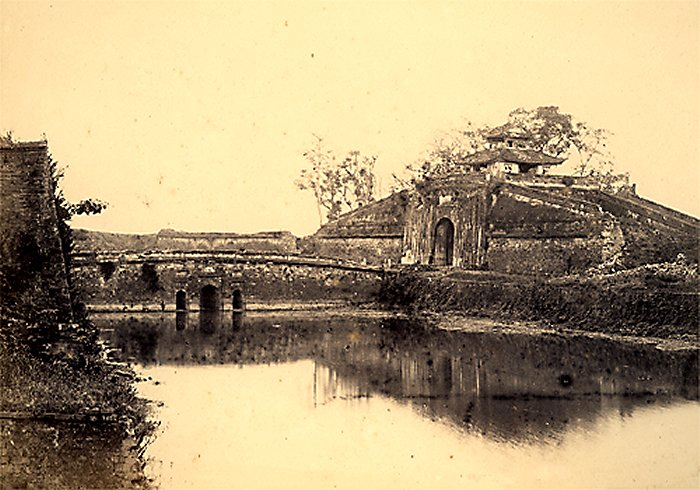
河内城（ハノイ城）

ハノイ投毒事件（ハノイとうどくじけん; ベトナム語：Hà Thành đầu độc / 河城投毒）は、1908年にフランス植民地下のベトナム、ハノイで起きたベトナム人兵士らによる蜂起未遂事件である。フランスの駐留軍の内、原住民で構成される部隊の一部が蜂起をはかり、河内（ハノイ）城に駐留するフランス人の夕食に毒を入れてフランス駐留軍を無力化し、ホアン・ホア・タム（黃花探）の反乱軍をハノイ城に引き入れ、陥落させる計画であったとされる。陰謀は露見し、フランスに鎮圧された。

## 事件の背景
フランスは、北ベトナムの紅河デルタにおける抗仏運動を1890年代には山間部を除いて概ね平定し、フランス軍の運営をパトロール方式から駐屯方式に切り替えた。1895年に取り壊されたハノイ城跡には、インドシナ駐屯軍司令部と兵営が置かれた:319。フランスの植民地においては、ティライユールという植民地原住民からなる歩兵部隊があった。フランス植民地当局によれば、このティライユールの一部が蜂起を企てた、とされる。
ベトナムに対してフランスは基本的に暴力で支配したが、1897年にポール・ドゥメールがインドシナ総督に就きそれまでの搾取中心の植民地経営から経済開発路線に転換し、植民地官僚を育てるための教育施設が作られるようになると、知識人層の間で越仏提携の期待が芽生えた。しかしながら、フランスの植民地システムは本質的に非経済的搾取機構であって、知識人層の啓蒙運動と衝突した。1908年には賦役納税に反対する抗税運動が中部ベトナムで発生する。フランスは運動を知識人の反仏煽動の結果と見なして啓蒙運動の弾圧に踏み切った。越仏提携の崩壊は武力闘争に正当性を与えた。ハノイ投毒事件はベトナムの独立運動に閉塞感が漂っていた1908年から第一次世界大戦までの間に散発した反仏蜂起事件の一つである。
ベトナムの公式の歴史観においては、ハノイ投毒事件は1884年からホアン・ホア・タムが暗殺される1913年まで続いた「イエンテー蜂起」に連なる事件として位置づけられる。

## 投毒事件

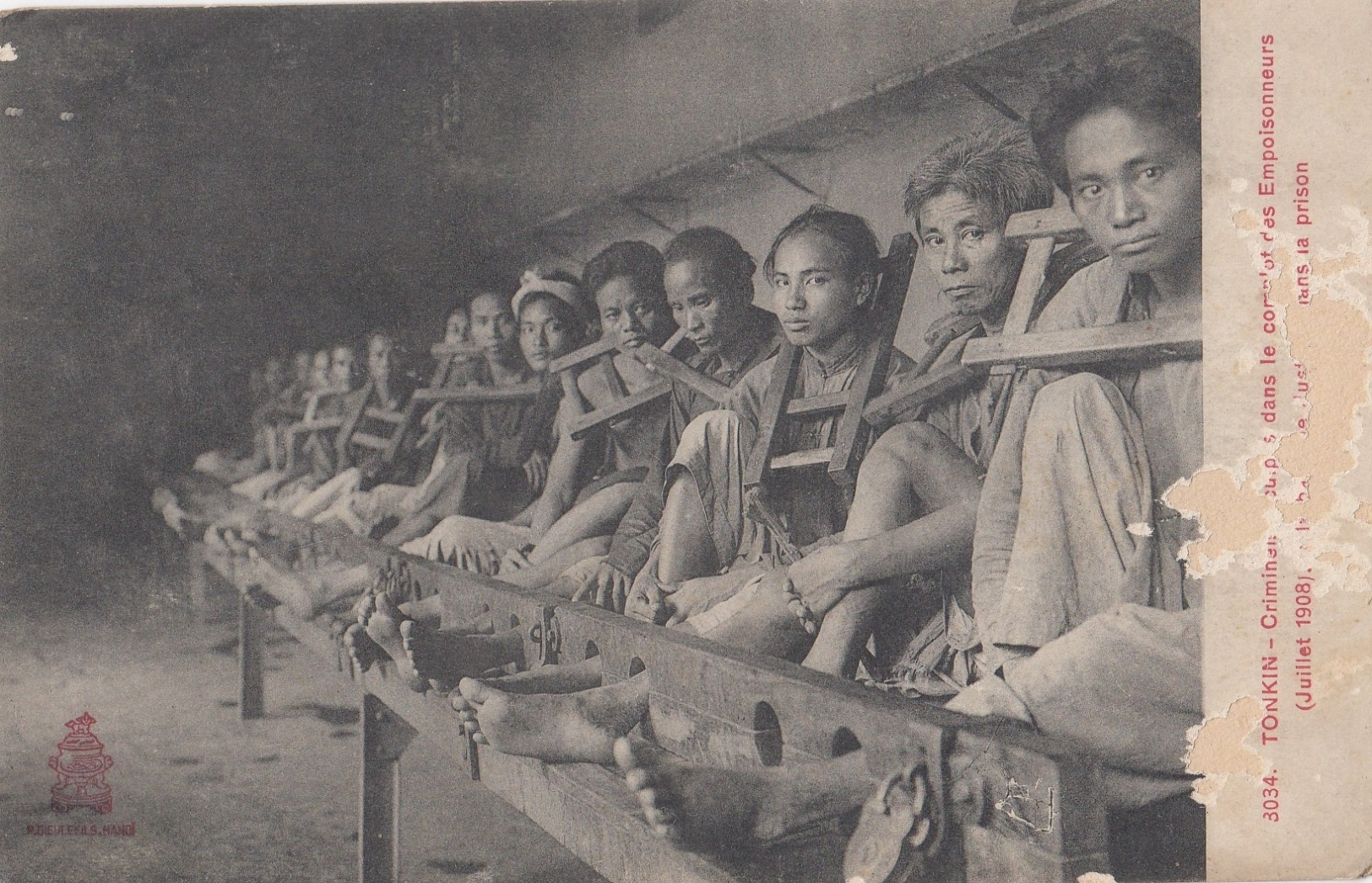
絵葉書のキャプションには「1908年7月の投毒陰謀の容疑者たちが刑務所の中で『正義の横木』に繋がれている。トンキンにて。」とある。

蜂起の計画は、ベトナム人の料理人らがハノイ城に駐留するフランス軍人の夕食に毒を盛り、無力化する、それと同時にベトナム人の兵士（インドシナ兵）が陽水、山西、北寧のフランス軍人の駐屯地を攻撃し、彼らがハノイ城を助けにやってくるのを阻止する、ホアン・ホア・タムは城の外で待機し、内部からしらせが届くと嘉林への攻撃を始める、という手はずだった。
計画は1908年6月27日の夕方に実行に移された。ベトナム人コックのグループが、調理中のパーティの料理に曼荼羅華の毒を混ぜた。毒は直ちに200人近いフランス軍人に作用したが、死んだ者は誰もいなかった。さらにコックのうちの一人が罪悪感を覚えて教会へ告解に行ったところ、フランス人神父がこれを植民地治安当局に密告した。フランスのインドシナ総督ポール・ボーは直ちに戒厳令を敷き、陰謀の首謀者らと計画の実行犯の逮捕を命じた。城の外ではホアン・ホア・タムが待機していたが、期待していたシグナルが上がらず、計画が失敗したことを悟ると手勢とともに撤収した。

## 事後処理
フランスはハノイ投毒事件の陰謀に素早く対応し、すぐに13人をギロチンにかけて処刑した。1908年7月8日には、さらに Đội Nhân ら24人に死刑を言い渡し、残る謀反人には終身刑か流刑を宣告した。また、フランスは本事件に対するホアン・ホア・タムの関与に気付き、イエンテー県（安世県）から中越国境付近に至る山間部でタムを捕縛しようと、山狩りを始めた。タムの蜂起軍に対して1909年1月29日から11月11日までの間に11回大きな戦闘をしかけ、その度に勝利を収めた。そしてタムをイエンテー県に追いつめたが、あと少しのところで取り逃がしてしまった。タムは自身が1913年に暗殺されるまでの間、闘争を続けた。
ハノイ投毒事件は、兵営においてベトナム人兵士により引き起こされた事件であって、ほぼ同時期に中部ベトナム（中圻）で広がった大規模な抗税農民一揆と相まって、植民地支配者に大きな衝撃を与えた。本事件以後、ベトナム人の知識人・運動家たちに対して実施された苛酷な抑圧政策は、その衝撃の大きさを物語る。
ファン・ボイ・チャウ（潘佩珠）も本事件に関して追及を受け、日本に亡命し続けざるを得なくなった。フランスは日本がベトナム独立運動の拠点にならぬよう、1908年9月、日本政府に圧力をかけて、東遊運動に呼応して日本留学していたグループを日本から退去させた。かくして東遊運動は崩壊した。日本に絶望したチャウは、広州に移って「ベトナム光復会」を組織して革命活動の再構築を目指したが、最終的に1914年に捕縛されフランス本国の刑務所に移送されることになる。その時の罪状の一つがこのハノイ投毒事件への共謀であった。
さらに、この「騒擾」事件への関与を疑われて潘周楨（ファン・チュー・チン）のような、必ずしも性急な独立達成を志向せず「未開」のベトナム社会の改革を優先した知識人までもが、数百人単位で南シナ海洋上コンダオ諸島にあるコンダオ刑務所に投獄された。かくして開明的儒者による越仏提携によるベトナム近代化路線も崩壊した。フランスはさらに、世界中に広がる植民地各地の独立運動が国際的なネットワークを持つことを警戒した。1915年にマダガスカルで秘密結社ヴィ・ヴァトゥ・サケリカの存在が明らかになると、ベトナムのホアン・ホア・タムの残党とのつながりを疑い、徹底的に弾圧した。